# Hardenberger Hügelland
Das Hardenberger Hügelland, benannt nach der Herrschaft Hardenberg, ist eine Naturräumliche Einheit in Nordrhein-Westfalen mit der Ordnungsnummer 3371.12. 
Das Hügelland umfasst den oberen Einzugsbereich des Deilbachs und des Hardenberger Bachs zwischen Wuppertal-Dönberg und Velbert-Langenberg östlich des Velberter Höhenrückens und südöstlich des Voßnackens. Auch der Wuppertaler Ortsteil Siebeneick, sowie die Velberter Stadtteile Neviges, Windrath, Kuhlendahl, Wallmichrath und Nordrath befinden sich innerhalb des Naturraums. Das Gelände wird von kuppigen und flachen Berggipfeln dominiert, die von Süden von 300 m auf 240 m im Norden absinken.
Nordöstlich von Neviges befindet sich ein breiter Ausraum, Windrather Ausraum genannt, mit Kalk- und Alaunschiefern. Im sogenannten Alaunloch bei Windrath wurde das Mineral abgebaut. Südlich und nördlich davon besteht das Gestein aus Schiefern mit eingelagerten Grauwacken und Quarziten. Der Windrather Ausraum wird agrarisch bewirtschaftet und besitzt kleinere Waldinseln. Das Deilbachtal bei Langenberg und das Hardenberger Bachtal bei Neviges, beide mit ebenen feuchten Talsohlen und steilwandigen, terrassierten Hängen, besitzen dichte Wohn- und Industriebebauung.